# Waffenhammer (Krummennaab)
Die Einöde Waffenhammer ist ein Gemeindeteil von Krummennaab im Landkreis Tirschenreuth in der Oberpfalz.

## Lage
Waffenhammer liegt etwa einen Kilometer nordwestlich von Thumsenreuth am Grenzbach. Es grenzt im Norden direkt an den Weiler Kühlenmorgen. Westlich der Siedlung verläuft die Staatsstraße 2121, die Thumsenreuth mit Friedenfels verbindet.

## Geschichte
Am 27. April 1793 schloss der Thumsenreuther Schmiedemeister Johann Bartholomäus Behr einen Vertrag mit dem Grundbesitzer Heinrich Christoph Wilhelm Freiherr von Lindenfels, der dem Erstgenannten den Bau eines Hammerwerks gestattete. Produziert wurde kein Kriegsgerät, wie der Name vermuten ließe, sondern eiserne Werkzeuge für die Landwirtschaft. Behr vererbte den Betrieb an seinen Sohn Johann Georg. Dessen Tochter Henriette heiratete Christian Schobert aus Friedenfels, der im Dienste der Notthafft stand. Dieser betrieb den Waffenhammer zunächst selbst, verpachtete ihn später aber. Einer der Pächter war Johann Schrödl, der aus einer Familie von in der Steinwaldgegend tätigen Hammermeistern stammte. Am 4. September 1866 erwarb Schrödl den Waffenhammer. Sein Unternehmen lieferte Werkzeug für den Bau der Bahnlinien von Weiden nach Wiesau in den 1860er und von Kirchenlaibach nach Marktredwitz in den 1870er Jahren. Nach seinem Tod im Jahr 1886 übernahm sein Sohn Johann Schrödl der Jüngere das Werk.